# Kerámi (Lesbos)
Kerámi, en grec moderne : Κεράμι, est un village de l'île de Lesbos, en Grèce. Il est situé au centre de l'île, entre Kalloní et Papaniá. Depuis 2019, Kerámi est rattaché au dème de Lesbos-Ouest à la suite de la suppression du dème unique de Lesbos dans le cadre du programme Clisthène I.
Selon le recensement de 2011, la population de Kerámi compte alors 598 habitants. 
| 1928 | 1940 | 1951 | 1961 | 1971 | 1981 | 1991 | 2001 | 2011 | 2021 |
| ---- | ---- | ---- | ---- | ---- | ---- | ---- | ---- | ---- | ---- |
| 642  | 407  | 385  | 717  | 515  | 394  | 411  | 524  | 598  | 547  |

Située au centre du village, la petite église Ágios Ioánnis date de 1733 et abrite de belles fresques contemporaines de l'érection du monument.